# Love's Whirlpool
Love's Whirlpool est un film américain réalisé par Bruce M. Mitchell et sorti en 1924.

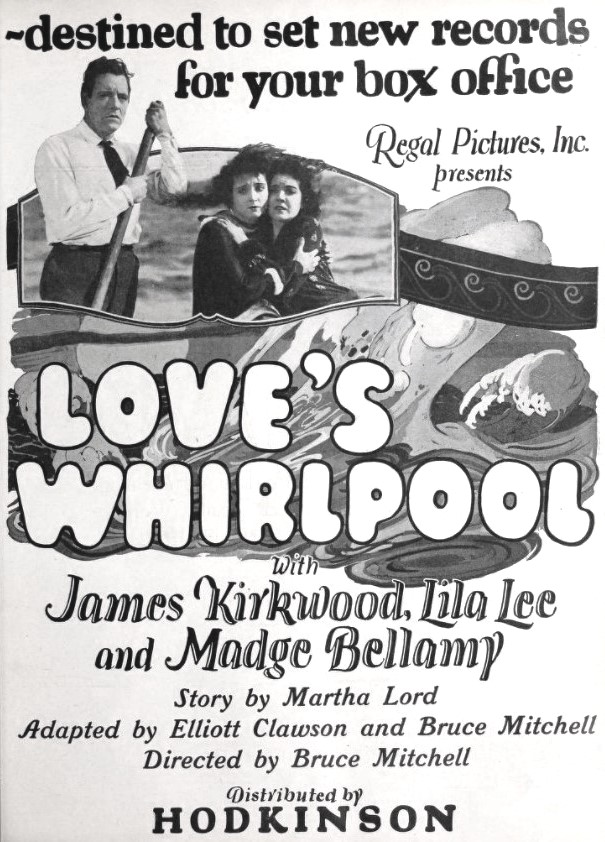
Annonce pour le film dans Moving Picture World.

C'est le premier film produit par Regal Pictures.

## Synopsis
Jim Reagan, un escroc, essaie de faire sortir son jeun frère Larry de prison. Il avait été arrêté après avoir tenté de voler Richard Milton, un banquier. Larry est tué lors de la tentative d'évasion, et Jim et son amie Molly sont résolus à se venger, en kidnappant Nadine, la fille du banquier

## Fiche technique
- Réalisation : Bruce M. Mitchell
- Scénario : Martha Lord
- Production : Regal Pictures
- Photographie : Stephen Norton
- Montage : Jack Dennis
- Distributeur : W. W. Hodkinson Corporation
- Durée : 60 minutes (6 bobines)[3]
- Date de sortie :
  - États-Unis : 2 mars 1924

## Distribution

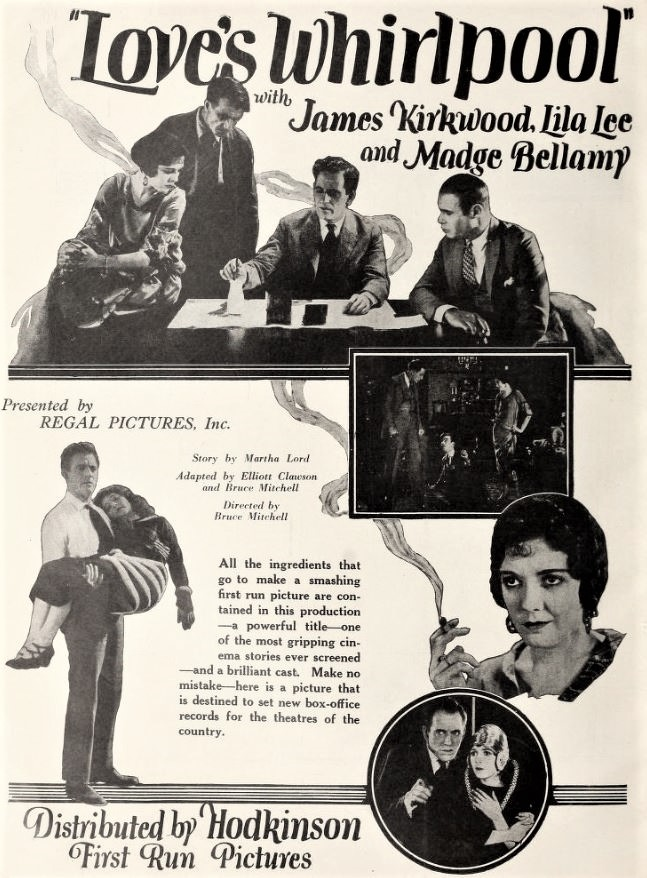
Annonce pour le film dans Exhibitors Trade Review.

- James Kirkwood : Jim Reagan
- Lila Lee : Molly
- Robert Agnew : Larry
- Matthew Betz : Pinky Sellers
- Edward Martindel : Richard Milton
- Margaret Livingston : A Maid
- Madge Bellamy : Nadine Milton
- Clarence Geldart : A Lawyer
- Joseph Mills : 'Parson' Monks